# Microsoft WebMatrix
Microsoft WebMatrix ist ein von Microsoft zur Verfügung gestelltes Entwicklungswerkzeug für Webseiten auf unterschiedlichen Plattformen und Frameworks. Der Benutzer hat die Möglichkeit, seine Webseiten von Grund auf neu zu entwickeln, existierende Webseiten zu bearbeiten, vorgefertigte Templates zu nutzen oder über die Microsoft Web App Gallery diverse kostenlose Open-Source-Frameworks wie WordPress, Joomla, Drupal, DotNetNuke zu nutzen. Die Installation und Verwaltung dieser diversen Content-Management-, Blog- und E-Shop-Systeme funktioniert dabei komplett innerhalb von WebMatrix. WebMatrix umfasst IIS Developer Express (einen Entwicklungs-Webserver), ASP.NET (ein Web-Framework) und Microsoft SQL Server Compact (eine eingebettete Datenbank).
Der Support von WebMatrix wurde zum 1. November 2017 zugunsten von Visual Studio Code eingestellt, das Produkt wird nicht mehr angeboten.

## Unterstützte Frameworks und Sprachen
In Version 1.0 unterstützt WebMatrix folgende Frameworks:
- Acquia Drupal
- AtomSite
- Azopho
- BlogEngine.NET
- Composite C1
- Core Ecommerce
- dasBlog
- DotNetNuke
- Dropthings
- Gallery
- Gallery Server Pro
- Joomla
- Kartris
- Kentico CMS
- Kooboo
- Mayando
- MODX
- mojoPortal
- MonoX
- Moodle
- MY Web Pages
- N2 CMS
- nopCommerce
- nService
- phpBB
- Piwik
- Resource Blender
- ScewTurn Wiki
- SilverStripe
- Sitefinity
- SmartStore.NET
- Subtext
- SugarCRM
- TangoCMS
- Tiki
- Umbraco
- WordPress
- YetAnotherForum

Mit Webmatrix können Webseiten mit Hilfe von HTML, CSS, JavaScript, PHP und ASP.NET erstellt werden. Zusätzlich wird die sogenannte Razor-Syntax für ASP.NET Webseiten unterstützt.

## Features
Webprojekte, die mit WebMatrix erstellt wurden, können direkt in Microsofts Entwicklungsumgebung Visual Studio bearbeitet werden. 
Das Programm beinhaltet eine kleine, eingebettete Datenbank namens SQL Server Compact. Für die Verwendung ist keine zusätzliche Installation auf dem Webserver erforderlich. Die Migration auf Microsoft SQL Server wird unterstützt.
WebMatrix liefert eine Option für automatische SEO-Berichte mit. Dieser bietet Hinweise dazu, wie Webseiten besser gestaltet werden können. Es erlaubt das Publizieren von Webseiten mit Hilfe von FTP, FTPS und WebDeploy. 